# 箱根ジオパーク
箱根ジオパーク（はこねジオパーク）は、箱根山を中心とした、神奈川県西部の2市3町の神奈川県箱根町、小田原市、真鶴町、湯河原町、南足柄市をその範囲とするジオパークである。

## 沿革
- 2012年（平成24年）9月24日 - 日本ジオパーク認定を受けた。
- 2016年（平成28年）9月9日 - 南足柄市を編入した。

## 組織
活動は箱根ジオパーク推進協議会がすすめている。推進協議会の事務局は、箱根町役場企画観光部企画課ジオパーク推進室が担当している。

## 特徴
2016年9月現在、7つのエリア、49のジオサイト（特徴的な地層や地形の見所）からなり、7つのモデルコースがある。
神奈川県の県西地域に位置する箱根山のふもとに広がる2市3町は、首都圏からわずか90kmにかかわらず、豊かで美しい四季に彩られ、古くから地域文化・産業が栄えてきた地域である。この地域は、フィリピン海プレート・ユーラシアプレート・北アメリカプレートの3つのプレートが重なり合う位置にあり、多様な火山地形、火山堆積物、火山岩などが見られる。また、温暖な相模湾に面しており、海岸線標高0ｍから神山1,438ｍまでの高低差がある起伏に富んだ地形に、様々な動植物が生息すること、豊富な湯量と多様な泉質を誇る由緒ある温泉、特色ある地域文化・産業などの魅力を持っている。
神奈川県と2市3町は、教育機関、事業者、NPO、観光施設などとともに箱根ジオパーク推進協議会を設立し、ガイドの養成やパンフレットなどの製作、ジオツアーや企画展といったイベントの開催などに取り組んでいる。

## エリア

### 箱根中央火口丘エリア
箱根中央火口丘エリアは、神山や駒ヶ岳、芦ノ湖を含む、箱根火山の中心部を中心とする、火口丘エリアである。火山の息吹やダイナミックな風景を楽しめる。
- 大涌谷ジオサイト
- 早雲山と大涌沢ジオサイト
- 神山と流れ山ジオサイト
- 駒ヶ岳ジオサイト
- 関所と石畳ジオサイト
- 芦ノ湖ジオサイト
- 元箱根石仏群ジオサイト
- 箱根神社ジオサイト

### 箱根早川沿いエリア
箱根早川沿いエリアは、早川沿いの大温泉街を中心とするエリアである。湯治場として栄えた情緒あふれる地区の歴史や箱根火山のつくる渓谷美を満喫できる。
- 仙石原湿原ジオサイト
- 長尾峠ジオサイト
- 金時山ジオサイト
- 堂ケ島ジオサイト
- 蛇骨渓谷ジオサイト
- 白石地蔵と福住旅館外壁ジオサイト
- 千条の滝
- 箱根温泉

### 箱根須雲川沿いエリア
箱根須雲川沿いエリアは、須雲川沿いの大温泉街を中心とするエリアである。箱根火山の基盤岩や40万年におよぶ火山活動の痕跡など大地の歴史を読み取れる。
- 大観山ジオサイト
- 須雲川ジオサイト
- 玉簾の瀧ジオサイト
- 飛龍の滝と柱状節理ジオサイト
- 北条氏城郭ネットワークジオサイト

### 小田原エリア
小田原エリアは、歴史の舞台となった小田原城や石垣山城など当時の地質資源の利用や、戦国～江戸時代の城下町発展の歴史に触れることができるエリアである。
- 早川石丁場群ジオサイト
- 小田原城と小田原用水ジオサイト
- 石垣山一夜城ジオサイト
- 根府川（片浦海岸）ジオサイト
- 荻窪用水ジオサイト
- 羽根尾貝塚ジオサイト
- 六本松跡ジオサイト

### 真鶴エリア
真鶴エリアは、神奈川県立真鶴半島自然公園が属する南部と、箱根火山の山麓部の星ヶ山から岩海水浴場に注ぐ真鶴町岩の岩沢川に沿った北部のエリアである。豊かな漁場と箱根火山の良質の溶岩から漁業と石材業が古くから盛んな緑にあふれる。
- 魚付き林と漁礁ジオサイト
- 三ツ石海岸ジオサイト（三ツ石など）
- 岩地区ジオサイト
- 貴船神社ジオサイト
- しとどの窟ジオサイト - 源頼朝が隠れた洞窟
- 真鶴半島採石場跡ジオサイト

### 湯河原エリア
湯河原エリアは、箱根火山帯の一部となる湯河原火山の恵みを受けた湯河原温泉を中心とするエリアである。万葉集にも詠まれ文豪や芸術家が訪れてきた温泉街の自然・歴史・文化の魅力を体感できる。
- 幕山ジオサイト
- 南郷山ジオサイト
- しとどの窟ジオサイト
- 城願寺ジオサイト
- 不動滝ジオサイト
- 湯河原温泉ジオサイト
- 福浦カツラゴ海岸ジオサイト

### 南足柄エリア
南足柄エリアは、金時山や明神ヶ岳など箱根外輪山と北方の足柄峠、矢倉岳にのびる足柄山地を両翼として、箱根火山からの豊富な湧水による産業の発展や酒匂川の治水事業など先人たちの自然との関わりを探れるエリアである。プレートが衝突した証拠が地層や地形に残され、大地の変動を感じ取れる。
- 足柄峠と足柄道（矢倉沢往還）ジオサイト
- 矢倉岳ジオサイト
- 夕日の滝ジオサイト
- 蛤沢周辺ジオサイト
- 文命堤ジオサイト
- 最乗寺と杉林ジオサイト
- 清左衛門地獄池ジオサイト
- 御嶽神社と矢佐芝石丁場ジオサイト